# Odontomantis laticollis
Odontomantis laticollis är en bönsyrseart som beskrevs av Max Beier 1933. Odontomantis laticollis ingår i släktet Odontomantis och familjen Hymenopodidae. Inga underarter finns listade i Catalogue of Life.